# Rawan Mostafa
Rawan Mostafa (2003) es una deportista egipcia que compite en triatlón. Ganó una medalla de bronce en el Campeonato Africano de Triatlón de 2022, en la prueba de relevo mixto.

## Palmarés internacional
| Campeonato Africano | Campeonato Africano | Campeonato Africano | Campeonato Africano |
| Año                 | Lugar               | Medalla             | Prueba              |
| ------------------- | ------------------- | ------------------- | ------------------- |
| 2022                | Agadir (Marruecos)  | Medalla de bronce   | Relevo mixto        |